# Kościół św. Anny w Gliwicach
Kościół św. Anny w Gliwicach – kościół parafialny w Gliwicach w dzielnicy Łabędy.

## Historia
Konsekracja kościoła nastąpiła 14 października 1990 roku.